# Lijst van rechters van het Permanente Hof van Internationale Justitie

Het Vredespaleis, zetel van het hof

Dit is een lijst van rechters van het Permanente Hof van Internationale Justitie van de Volkenbond. Het Hof bevond zich in Den Haag en geldt als de voorloper van het Internationale Gerechtshof van de Verenigde Naties dat eveneens in het Vredespaleis gevestigd is. Deze lijst geeft de rechters weer die van 1922 tot 1946 regulier aan het Hof verbonden waren; de ad-hocrechters zijn niet opgenomen.

## Rechters
| Land                                         | Naam                                   | Leven     | Rechter             | President | Vicepresident |
| -------------------------------------------- | -------------------------------------- | --------- | ------------------- | --------- | ------------- |
| Spanje                                       | Rafael Altamira                        | 1866-1951 | 1922-1946           |           |               |
| Italië                                       | Dionisio Anzilotti                     | 1867-1950 | 1922-1946           | 1928-1930 |               |
| Brazilië                                     | Ruy Barbosa de Oliveira                | 1849-1923 | 1922-1923           |           |               |
| Noorwegen                                    | Frederik Valdemar Nikolai Beichmann    | 1859-1937 | 1922-1930           |           |               |
| Cuba                                         | Antonio Sánchez de Bustamante y Sirvén | 1865-1951 | 1922-1946           |           |               |
| Verenigd Koninkrijk                          | Robert Bannatyne Finlay                | 1842-1929 | 1922-1929           |           |               |
| Zwitserland                                  | Max Huber                              | 1874-1960 | 1922-1930           | 1925-1927 | 1928-1930     |
| Koninkrijk der Serviërs, Kroaten en Slovenen | Mihailo Jovanović                      | 1855-1944 | 1922-1930           |           |               |
| Nederland                                    | Bernard Loder                          | 1849-1935 | 1922-1930           | 1922-1924 |               |
| Verenigde Staten                             | John Bassett Moore                     | 1860-1947 | 1922-1928           |           |               |
| Roemenië                                     | Demetru Negulescu                      | 1875-1950 | 1922-1930 1931-1946 |           |               |
| Denemarken                                   | Didrik Nyholm                          | 1858-1931 | 1922-1930           |           |               |
| Japan                                        | Oda Yorozu                             | 1868-1945 | 1922-1930           |           |               |
| China                                        | Wang Ch’ung-hui                        | 1881-1958 | 1922-1930 1931-1936 |           |               |
| Frankrijk                                    | André Weiss                            | 1858-1928 | 1922-1928           |           | 1922-1928     |
| Brazilië                                     | Epitácio Lindolfo da Silva Pessoa      | 1865-1942 | 1923-1930           |           |               |
| Verenigde Staten                             | Charles Evans Hughes                   | 1862-1948 | 1928-1930           |           |               |
| Frankrijk                                    | Henri Fromageot                        | 1864-1949 | 1929-1945           |           |               |
| Verenigd Koninkrijk                          | Cecil Hurst                            | 1870-1963 | 1929-1946           | 1934-1936 | 1937-1946     |
| Verenigde Staten                             | Frank Billings Kellogg                 | 1856-1937 | 1930-1935           |           |               |
| Japan                                        | Adachi Mineichirō                      | 1870-1934 | 1931-1934           | 1931-1934 |               |
| Finland                                      | Rafael Erich                           | 1879-1946 | 1931-1936 1938-1946 |           |               |
| Nederland                                    | Willem van Eysinga                     | 1878-1961 | 1931-1946           |           |               |
| El Salvador                                  | José Gustavo Guerrero                  | 1876-1958 | 1931-1946           | 1936-1946 | 1931-1936     |
| Portugal                                     | José Caeiro da Mata                    | 1877-1963 | 1931-1936           |           |               |
| Joegoslavië                                  | Mileta Novaković                       | 1878-1940 | 1931-1936           |           |               |
| Oostenrijk                                   | Josef Redlich                          | 1869-1936 | 1931-1936           |           |               |
| België                                       | Edouard Rolin-Jaequemyns               | 1863-1936 | 1931-1936           |           |               |
| Polen                                        | Michał Jan Rostworowski                | 1864-1940 | 1931-1940           |           |               |
| Duitsland                                    | Walther Schücking                      | 1875-1935 | 1931-1935           |           |               |
| Colombia                                     | Francisco José Urrutia                 | 1870-1950 | 1931-1942           |           |               |
| Japan                                        | Nagaoka Harukazu                       | 1877-1949 | 1935-1942           |           |               |
| China                                        | Cheng Tien-hsi                         | 1884-1970 | 1936-1946           |           |               |
| Zweden                                       | Åke Hammarskjöld                       | 1893-1937 | 1936-1937           |           |               |
| Verenigde Staten                             | Manley Ottmer Hudson                   | 1886-1960 | 1936-1946           |           |               |
| België                                       | Charles De Visscher                    | 1884-1973 | 1937-1946           |           |               |